# Pius Heinz
Pius Heinz (Odendorf, 4 maggio 1989) è un giocatore di poker tedesco, campione del mondo nel 2011.
Heinz ha conquistato il Main Event delle World Series of Poker 2011, dopo aver sconfitto nell'heads-up finale il ceco Martin Staszko: si è aggiudicato la cifra di 8.715.638 di dollari, divenendo il primo giocatore tedesco ad aver mai vinto il titolo.
La mano finale con cui ha vinto, dopo l'all-in pre-flop, è stata A♠ K♣ contro 10♣ 7♣ dell'avversario, sul board 9♠ 5♣ 2♦ J♥ 4♦.
Sempre nel 2011 aveva centrato il suo primo piazzamento a premi WSOP, nel $1.500 No Limit Hold'em.

## Braccialetti WSOP
| Anno | Torneo                              | Premio     |
| ---- | ----------------------------------- | ---------- |
| 2011 | $10.000 No-Limit Hold'em Main Event | $8.715.638 |